# 烧脉岗站
燒脈崗站位于中华人民共和国安徽省合肥市肥西县周公山路与玉蘭大道交叉口，是合肥轨道交通4号线的地铁车站，工程站名周公山路站。車站于2024年5月1日上午10:00正式啟用。燒脈崗的名稱來源明朝朱元璋時期，傳說為朱元璋想要燒斷該地龍脈，故得名燒脈崗。

## 车站结构
燒脈崗站位于玉蘭大道和周公山路交叉口，沿玉蘭大道東西向布置，车站为地上高架两层单柱双跨岛式站台。本站共设4个出入口。

## 出入口
| 编号                  | 位置             | 周边主要信息 | 公交信息 |
| --------------------- | ---------------- | ------------ | -------- |
| 出口 · A              | 玉蘭大道（東北） | 開發中土地   |          |
| 出口 · B              | 玉蘭大道（東南） | 開發中土地   |          |
| 出口 · C · 升降机标志 | 玉蘭大道（西南） | 開發中土地   |          |
| 出口 · D              | 玉蘭大道（西北） | 開發中土地   |          |